# أسبغران
أسبغران هي قرية في مقاطعة سراب، إيران. عدد سكان هذه القرية هو 339 في سنة 2006.